# Raionul Mașivka, Poltava
Mașivka (în ucraineană Машівський район, transliterat: Mașivskîi raion) este un raion în regiunea Poltava, Ucraina. Reședința sa este așezarea de tip urban Mașivka.

## Demografie
Componența lingvistică a raionului Mașivka
     Ucraineană (95,35%)
     Rusă (3,92%)
     Alte limbi (0,49%)
Conform recensământului din 2001, majoritatea populației raionului Mașivka era vorbitoare de ucraineană (95,35%), existând în minoritate și vorbitori de rusă (3,92%).